# Haliplanellidae
Haliplanellidae é uma família de cnidários antozoários da infraordem Thenaria, subordem Nyantheae (Actiniaria).

## Géneros
- Haliplanella Hand, 1956
- Tricnidactis Oliveira Pires, 1987